# 奎塔斯 (蒙大拿州)
奎塔斯（英語：Quietus）是位於美國蒙大拿州大角縣的非建制地區。

## 歷史
奎塔斯的郵局於1917年設立，其後於1960年停運。

## 地理
奎塔斯所處的海拔為高於海平面1433米（即4702英呎），而該地所採用的時區為UTC-6，即北美山地時區（MST）。同時該地設有夏令時間，為UTC-7調快一小時，即UTC-6（MDT）。